# Tetrapsyllus comis
Tetrapsyllus comis är en loppart som beskrevs av Jordan 1931. Tetrapsyllus comis ingår i släktet Tetrapsyllus och familjen Rhopalopsyllidae. Inga underarter finns listade i Catalogue of Life.